# Luise Lammert
Luise Charlotte Lammert (* 21. September 1887 in Leipzig; † 7. Juni 1946 in Chemnitz) war eine deutsche Meteorologin.

## Leben
Luise Lammert war die Tochter des Gymnasialprofessors Edmund Lammert. Während der Schulzeit nahm sie an Kursen des Allgemeinen Deutschen Frauenvereins teil. Ab 1910 studierte sie Mathematik, Physik und Chemie in Leipzig und München, was für Frauen erst seit einigen Jahren möglich war. 1916 trat sie in das Geophysikalische Institut der Universität Leipzig ein. Für ihre Doktorarbeit mit dem Titel „Der mittlere Zustand der Atmosphäre bei Südföhn“ beantragten die Institutsleiter Robert Wenger und Otto Wiener die Bestnote. Zum gleichen Thema hielt sie im Oktober 1920 als erste Frau überhaupt einen Vortrag auf einer Tagung der Deutschen Meteorologischen Gesellschaft.
Von März 1928 bis Juni 1929 unternahm Lammert eine von der International Federation of University Women geförderte Forschungsreise nach Australien. Dort versuchte sie, die von Vilhelm Bjerknes mitentwickelte Frontentheorie auf australische Verhältnisse anzuwenden und Strahlungsmessungen durchzuführen. Das Unternehmen erfuhr große Beachtung in der australischen Presse.
Von 1935 bis 1939 leitete Lammert die Kurortklimakreisstelle Nordschwarzwald in Baden-Baden. Anschließend arbeitete sie für kurze Zeit beim Reichsamt für Wetterdienst in Berlin. Aufgrund einer Krankheit lebte sie ab 1940 in Chemnitz, wo sie am 7. Juni 1946 starb.

## Würdigung
Im Jahr 2012 wurde der Lammertweg im Leipziger Ortsteil Grünau nach ihr benannt.